# خوان کارلوس لتلیر
خوان کارلوس لتلیر (اسپانیایی: Juan Carlos Letelier‎؛ زادهٔ ۲۰ مهٔ ۱۹۵۹) بازیکن فوتبال اهل شیلی بود.

## باشگاهی
از باشگاه‌هایی که در آن بازی کرده‌است می‌توان به باشگاه ورزشی اینترناسیونال، باشگاه فوتبال کاراکاس، باشگاه ورزشی آئوداکس ایتالیانو، باشگاه فوتبال اسپورتینگ کریستال، و باشگاه فوتبال کروز آزول اشاره کرد. وی همچنین در تیم ملی فوتبال شیلی بازی کرده‌است.